# Onuphidae
Onuphidae ist der Name einer Familie kleiner bis sehr großer, meist röhrenbildender Vielborster (Polychaeta), die in Meeren weltweit verbreitet sind und sich von Kleintieren, Algen und Aas ernähren.

## Merkmale
Die Vielborster der Familie Onuphidae haben bis über 1000 Segmente und werden wenige Millimeter bis 3 m lang. Der segmentierte Körper ist nicht in größere Abschnitte gegliedert, doch sind die Parapodien der vordersten Segmente länger, unterschiedlich ausgerichtet mit verschiedenen Lappen und Anordnungen der Borsten, worin sie sich von den Parapodien der übrigen Segmente unterscheiden. Kennzeichnend für die Familie sind fünf Sinnesfortsätze, die am gerundeten Prostomium auf geringelten Ceratophoren sitzen und distal einen glatten Stiel besitzen: 3 Antennen und zwei Palpen. Darüber hinaus sitzt am Prostomium ein Paar kleiner dorsaler Vorderlippen. An der Bauchseite befindet sich ein Paar großer, knolliger Oberlippen. Die meisten Arten der Onuphidae besitzen Augen. Das Peristomium besteht aus einem einzelnen fußlosen Ring, an dem bei manchen Arten dorsal zwei peristomiale Cirren sitzen.
Die in unterschiedlicher Weise modifizierten Parapodien der ersten 2 bis 8 Segmente sind zum Graben, zur Fortbewegung und zum Röhrenbau spezialisiert und haben ventral fingerförmige Cirren, während die unveränderten Parapodien an den übrigen Segmenten drüsig sind. Dorsale Cirren sind zumindest an den vorderen Segmenten ausgebildet, können aber an den hinteren fehlen.
Die Filamente der Kiemen sind, soweit vorhanden, einfach, kammartig, dichotom verzweigt oder spiralig angeordnet. Die Neuropodien bestehen nur aus einem dorsalen Cirrus, in den Aciculae eingebettet sein können. Die modifizierten Parapodien können einfache oder scheinbar zusammengesetzte Haken tragen. Gekantete und kammartige Borsten können vorhanden sein oder fehlen. Am Pygidium sitzen zwei oder vier Cirren.
Die Kiefer bestehen aus ventralen unverschmolzenen Mandibeln und dorsalen, mit Aragonit mineralisierten Maxillen, die aus einem Paar kurzer Träger und 3 bis 5 gezähnten Platten rechts sowie 4 bis 6 gezähnten Platten links zusammengesetzt sind. Wie die meisten großen Polychaeten besitzen die zu den Onuphidae gehörenden Arten Diopatra cuprea and Diopatra neapolitana in ihrem geschlossenen Blutgefäßsystem zur Bindung des Sauerstoffs als Blutfarbstoff Hämoglobin, das frei im Blut gelöst und nicht an Blutkörperchen gebunden ist.

## Verbreitung und Lebensweise
Die Onuphidae sind in Meeren weltweit verbreitet. Die meisten Arten bilden aus abgeschiedenem Schleim und Substratpartikeln Wohnröhren, die in der Regel am Substrat befestigt werden. Manche Arten – darunter einige in der australischen Gattung Australonuphis – bewegen sich fort. Die Onuphidae ernähren sich als Allesfresser von Kleintieren, Algen und Aas.

## Gattungen
Die Familie Onuphidae wird in 23 Gattungen unterteilt:
- Dualgenys Courtinat, 1998

Hyalinoeciinae Paxton, 1986
- Anchinothria Paxton, 1986
- Hyalinoecia Malmgren, 1867
- Hyalospinifera Kucheruk, 1979
- Leptoecia Chamberlin, 1919
- Nothria Malmgren, 1866

Onuphinae
- Americonuphis Fauchald, 1973
- Aponuphis Kucheruk, 1978
- Australonuphis Paxton, 1979
- Brevibrachium Paxton, 1986
- Diopatra Audouin & Milne Edwards, 1833
- Fauchaldonuphis Paxton, 2005
- Hartmanonuphis Paxton, 1986
- Heptaceras Ehlers, 1868
- Hirsutonuphis Paxton, 1986
- Kinbergonuphis Fauchald, 1982
- Longibrachium Paxton, 1986
- Mooreonuphis Fauchald, 1982
- Onuphis Audouin & Milne Edwards, 1833
- Paradiopatra Ehlers, 1887
- Paxtonia Budaeva & Fauchald, 2011
- Protodiopatra Budaeva & Fauchald, 2011
- Rhamphobrachium Ehlers, 1887